# Buada
Buada ist ein Distrikt des Inselstaates Nauru, im Zentrum der Insel. Hier befindet sich die Buada-Lagune. Buada grenzt im Norden an Denigomodu und Nibok, im Osten an Anibare, im Süden an Meneng und Yaren sowie im Westen an Aiwo und Boe. Auf dem Gebiet Buadas liegt Arenibek, benannt nach dem früheren Namen eines dortigen Landstücks. Es befindet sich nördlich der Lagune. Außerdem gibt es eine Kapelle der reformierten Kirche.
Buada ist der einzige Binnendistrikt Naurus, hat also keinen Anteil an der Küste, umschließt aber vollständig die Lagune. Der Distrikt ist 2,6 km² groß und hat 969 Einwohner. Er gehört zum gleichnamigen Wahlkreis Buada.

## Historische Dörfer
Bis 1968 war der heutige Distrikt Buada ein Gau, welcher aus 14 historischen Dörfern bestand:
- Abwaw
- Adungidungur
- Anakawidwo
- Anoreo
- Ara
- Aromwemwe
- Bangabanga
- Bogi
- Eanuawirieria
- Eateegoba
- Oreb
- Redeta
- Ubweno
- Webwebin

Siehe auch: Liste der Orte in Nauru

## Söhne und Töchter von Buada
- Itte Detenamo (* 1986), nauruischer Gewichtheber
- Quincy Detenamo (* 1979), nauruischer Gewichtheber
- Vinson Detenamo (* 1954), nauruischer Politiker